# Conus leekremeri
Conus leekremeri é uma espécie de gastrópode do gênero Conus, pertencente à família Conidae.